# Радомиці (Куявсько-Поморське воєводство)
Радомиці (пол. Radomice) — село в Польщі, у гміні Ліпно Ліпновського повіту Куявсько-Поморського воєводства.
Населення — 746 осіб (2011).
У 1975-1998 роках село належало до Влоцлавського воєводства.

## Демографія
Демографічна структура станом на 31 березня 2011 року:
|          | Загалом | Допрацездатний вік | Працездатний вік | Постпрацездатний вік |
| -------- | ------- | ------------------ | ---------------- | -------------------- |
| Чоловіки | 356     | 75                 | 258              | 23                   |
| Жінки    | 390     | 92                 | 234              | 64                   |
| Разом    | 746     | 167                | 492              | 87                   |